# Ayurveda
Ayurveda oder Ayurweda (Sanskrit, m., आयुर्वेद āyurveda, „Wissen vom Leben“, von veda, ‚Wissen‘) ist eine traditionelle indische Heilkunst, die viele Anwender in Indien, Nepal und Sri Lanka hat.
In Asien, insbesondere in Indien, wird Ayurveda als Heilmethode auch akademisch gelehrt und von großen Teilen der Bevölkerung akzeptiert. Im westlichen Kulturkreis dagegen setzt man Ayurveda zumeist für Wellness-Zwecke ein, was in Asien erst durch den wachsenden Tourismus zum Thema wurde. Ayurveda ist keine therapeutische Einzelmaßnahme, sondern ein ganzheitliches System und gehört in den Bereich der traditionellen Alternativmedizin. Mit naturwissenschaftlichen Erkenntnissen ist Ayurveda vielfach nicht vereinbar. Wirkungsnachweise nach den Grundprinzipien der evidenzbasierten Medizin sind kaum oder nicht vorhanden. Aus heutiger wissenschaftlicher Sicht wird Ayurveda hauptsächlich in der westlichen Welt den Pseudowissenschaften zugeordnet.
Die ältesten Vorstellungen einer indischen Medizin sind aus der vedischen Zeit (Periode der vedischen Medizin) ab ungefähr der Mitte des 2. Jahrtausends v. Chr., vor allem im Atharvaveda, überliefert. Hieraus entwickelte sich ab etwa 500 v. Chr. (in der bis 1000 n. Chr. währenden Periode der brahmanischen Medizin) das davon unterscheidbare medizinische System des Ayurveda, dessen acht Traktate nicht mehr als Gesamttext erhalten sind. Eine Phase der medizinischen Sanskritliteratur, die ebenfalls Ayurveda genannt wird, beginnt mit der christlichen Zeitrechnung und ist zuerst in Samhitas enthalten, die Ärzten wie Charaka und Sushruta zugeschrieben werden. In den Werken Sushrutas, Charakas und später zudem im Werk des sicher nachweisbaren Vagbhatas, der im 7. Jahrhundert gelehrt hat, finden sich Inhalte der ayurvedischen Texte wieder.

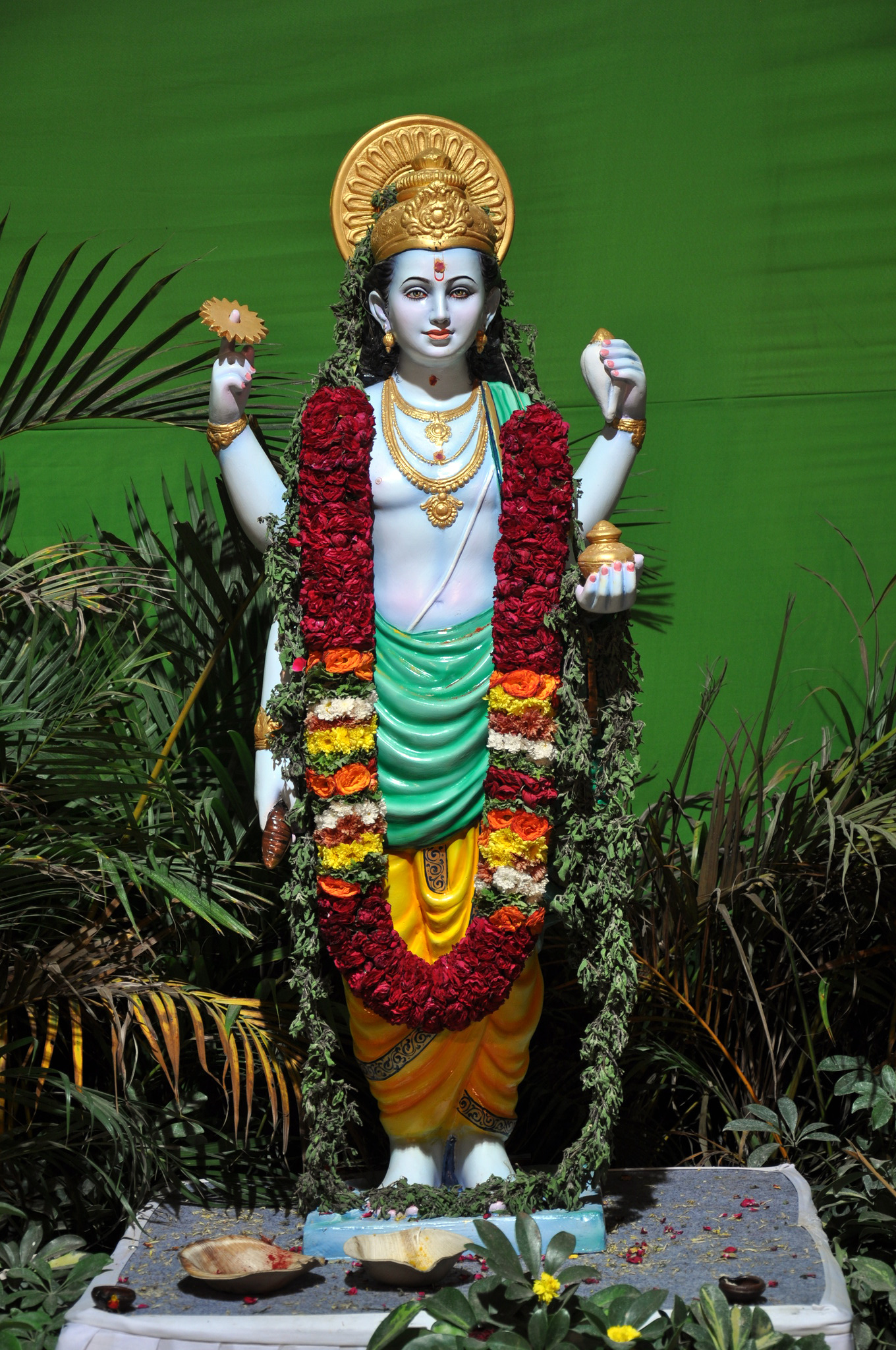
Dhanvantari, Arzt der Götter und Ursprung aller Heilkunst

## Beschreibung

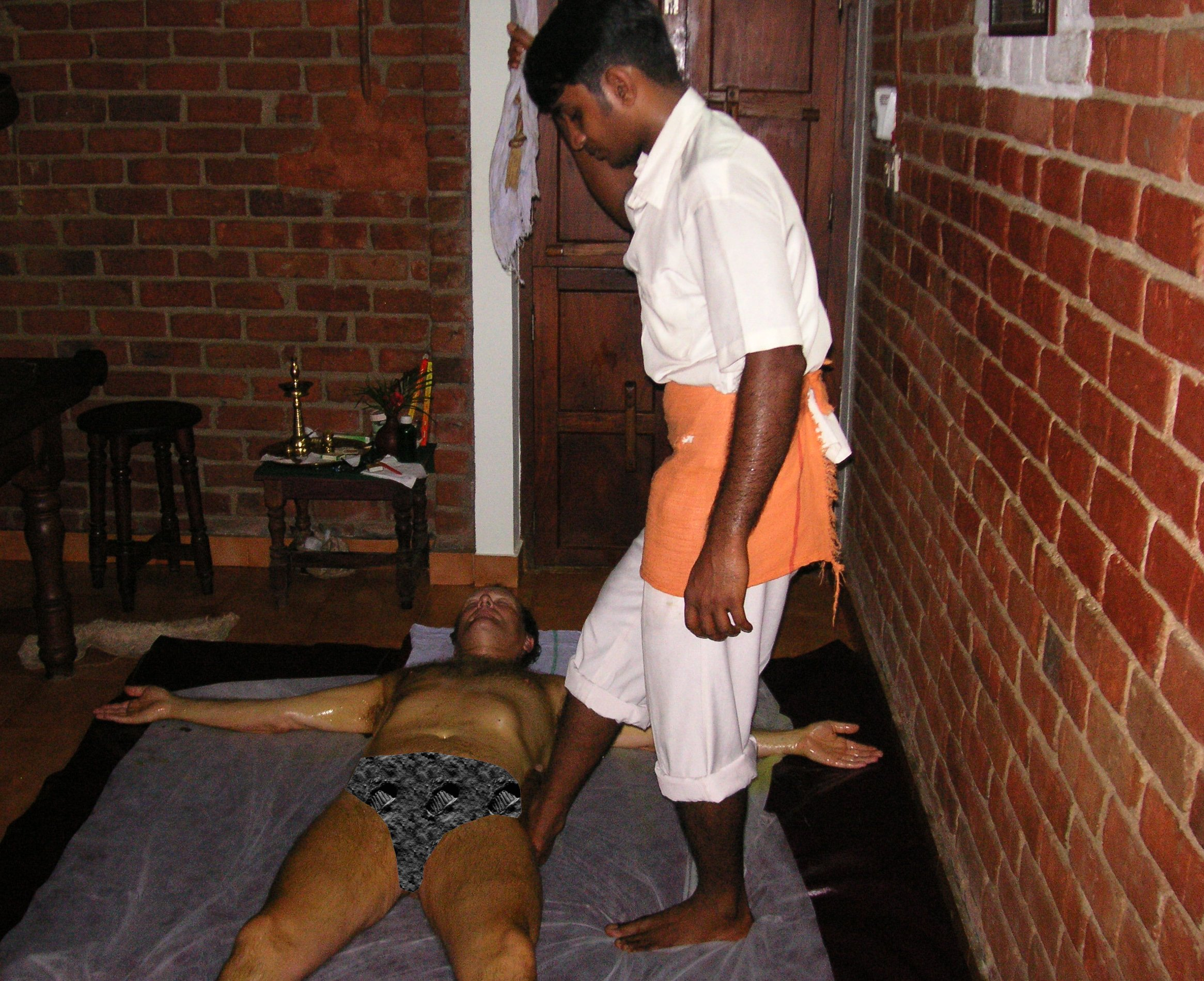
Ayurvedafußmassage

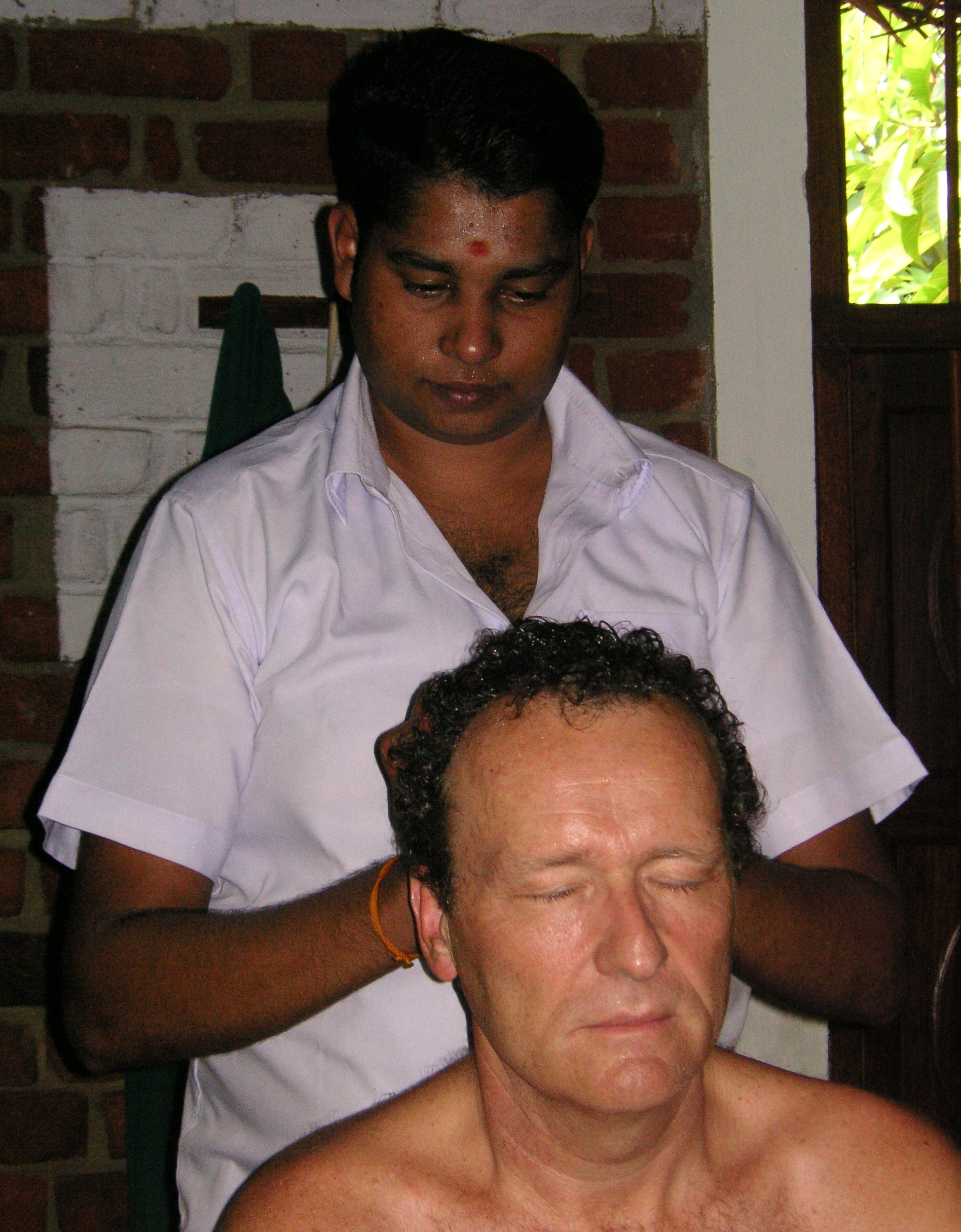
Ayurvedakopfmassage

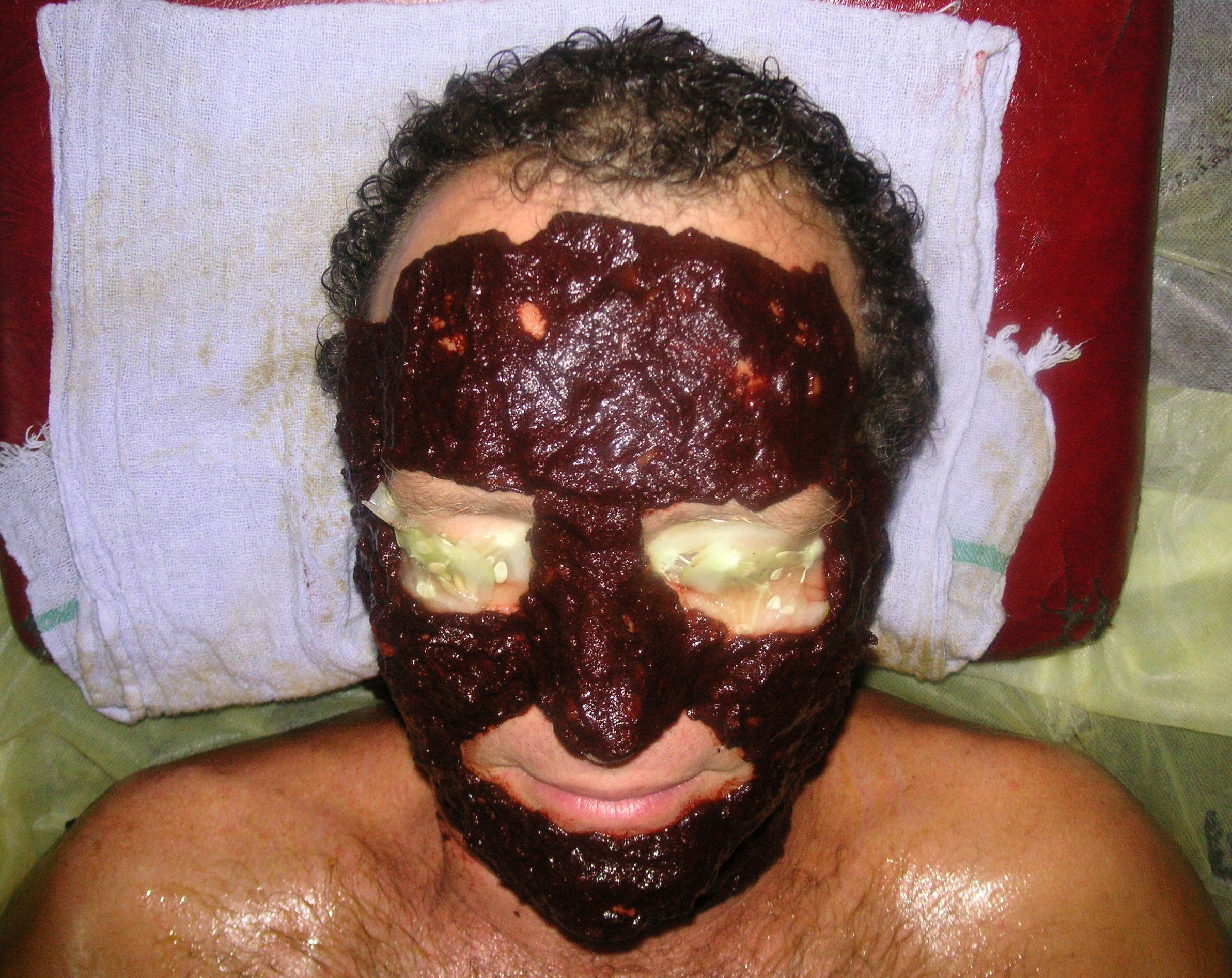
Gesichtsmaske

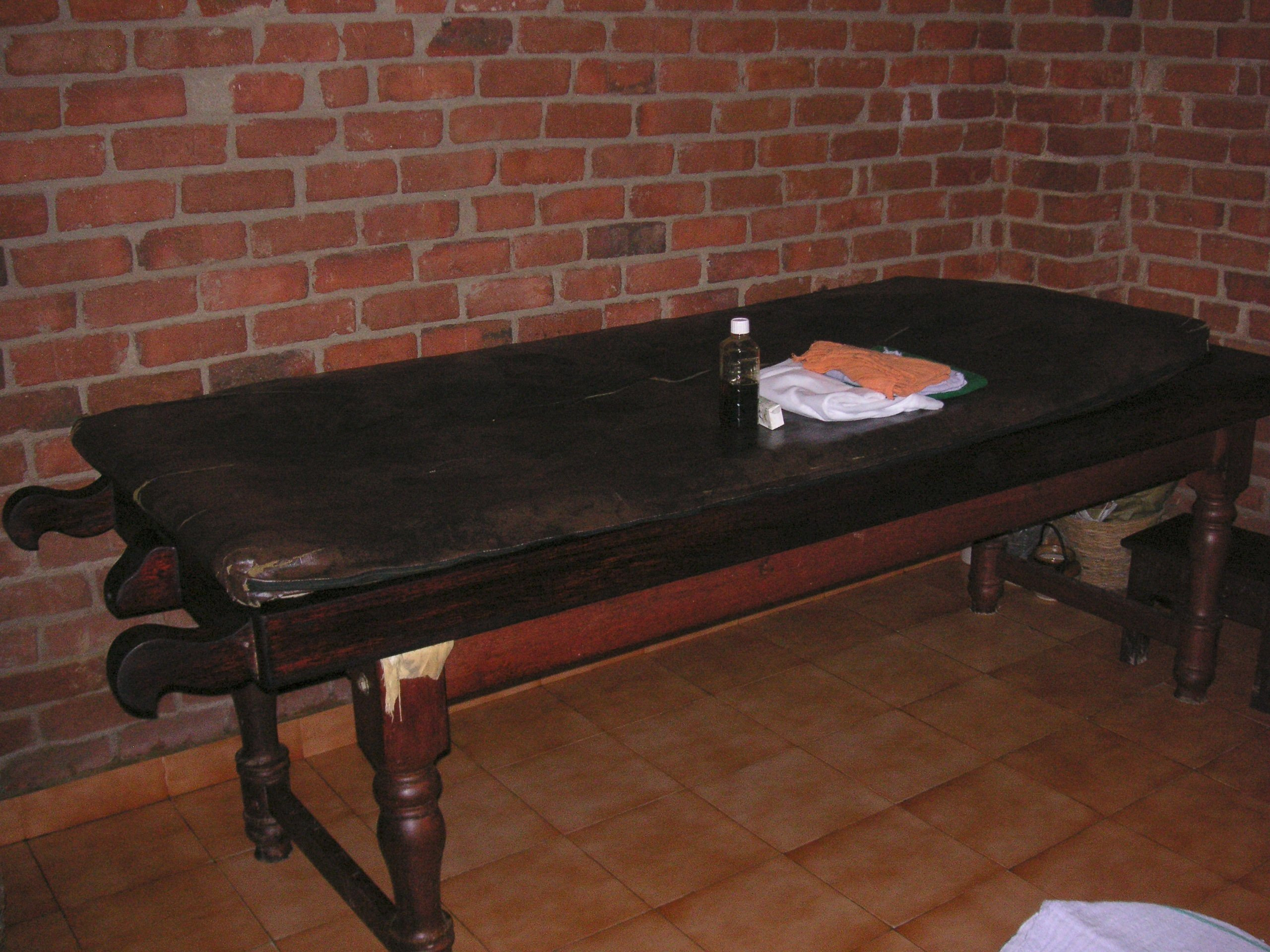
Massagetisch

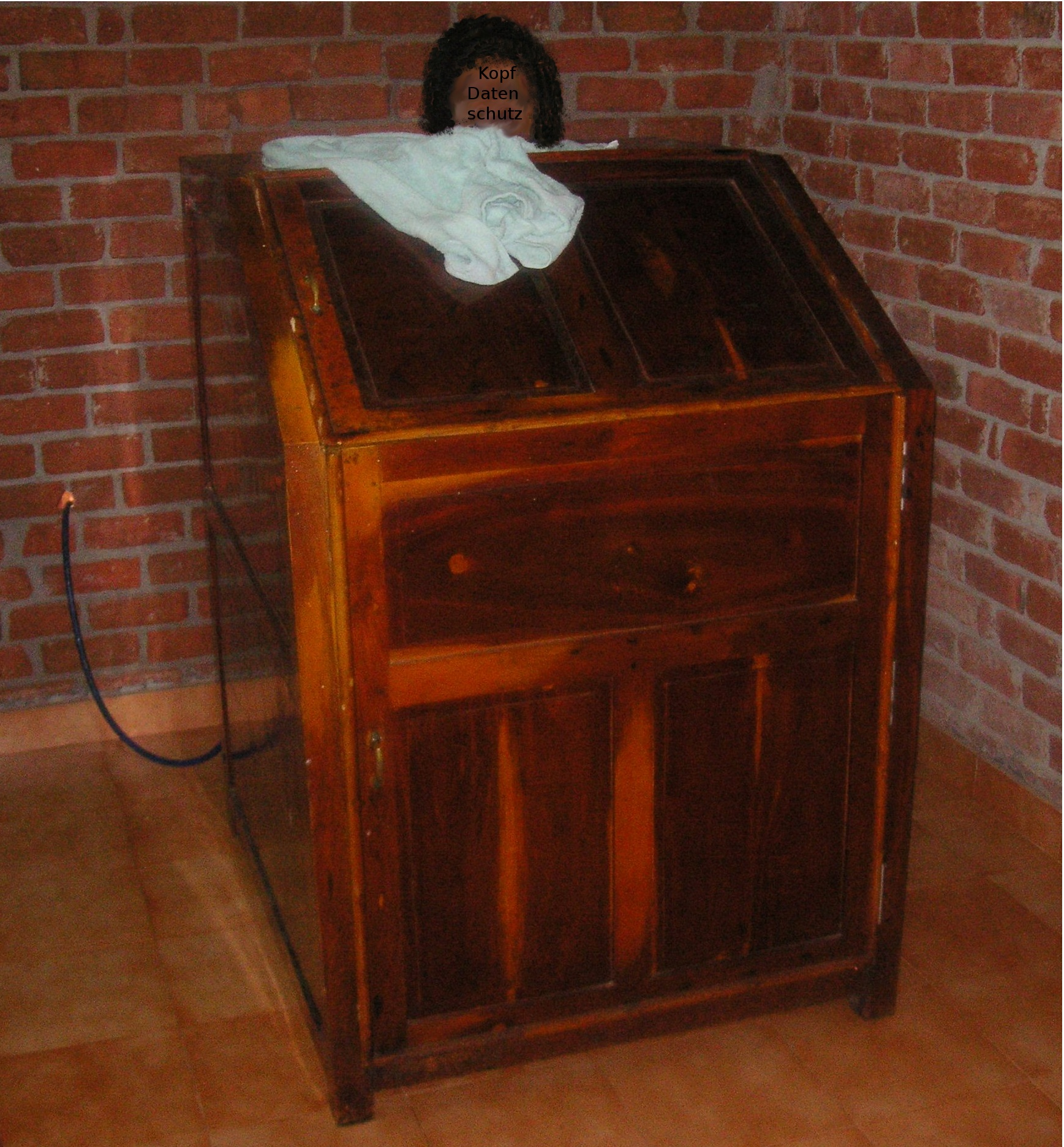
Dampfkasten

Wörtlich übersetzt bedeutet Ayurveda Lebensweisheit oder Lebenswissenschaft. Der Begriff stammt aus dem Sanskrit und setzt sich aus den Wörtern Ayus (Leben) und Veda (Wissen) zusammen. Ayurveda ist eine Kombination aus Erfahrungswerten und Philosophie, die sich auf die für menschliche Gesundheit und Krankheit wichtigen physischen, mentalen, emotionalen und spirituellen Aspekte konzentriert. Dadurch hat Ayurveda einen ganzheitlichen Anspruch.
Zentrale Elemente des Ayurvedas sind:
- Ayurveda-Massage und -Reinigungstechniken
- die Ernährungslehre
- spirituelle Yogapraxis
- Pflanzenheilkunde

David Frawley, ein zeitgenössischer amerikanischer Ayurveda-Experte, schreibt: „Die Grundregel lautet: Was immer wir selbst tun können, um unsere eigene Gesundheit zu stärken, wirkt besser als das, was andere für uns tun.“ Krankheit wird „als die höchste Form des Asketentums“ betrachtet.

### Drei Prinzipien des Lebens (Doshas)
In der Typologie spricht man von drei unterschiedlichen Lebensenergien, den sogenannten Doshas:
- Vata (Wind, Luft und Äther), das Bewegungsprinzip
- Pitta (Feuer und Wasser), das Feuer- bzw. Stoffwechselprinzip
- Kapha (Erde und Wasser), das Strukturprinzip

Dosha (oder Doscha) bedeutet wörtlich übersetzt „Fehler(potential)“. Diese kommen nach ayurvedischer Vorstellung in jedem Organismus vor, da sie gemeinsam alle Vorgänge des Organismus ermöglichen. In einem gesunden Organismus sollten sich diese „Energien“ in einem harmonischen Gleichgewicht befinden, da sie sonst Fehler im System hervorrufen. Im Gesamteindruck gibt es bei jedem Individuum ein oder zwei generell vorherrschende Doshas, seltener sind alle drei gleich stark ausgeprägt. Es ist für den Behandelnden wichtig zu wissen, welche Doshas bei einem Menschen vorherrschen, weil jeder Typ andere Medikamente und Behandlungen benötigt.
Der Behandelnde stellt das aktuelle Verhältnis der Doshas zueinander mittels Blickdiagnose, Befragung und der ayurvedischen Pulsdiagnose (Nadivigyan, im Sharagadhara Samhita beschrieben) fest. Wie das Verhältnis der Doshas zueinander sein sollte, wird in Indien zusätzlich aus dem astrologischen Horoskop des Patienten (Prakriti-Analyse) abgeleitet. Um diese rechte Balance wiederherzustellen und angesammelte Schlacken auszuleiten, werden Ernährungstherapie, Ordnungstherapie, Pflanzenheilkunde und bestimmte Reinigungsverfahren (Panchakarma) eingesetzt. Zu diesen Panchakarma gehören Fasten, Bäder, Einläufe, therapeutisches Erbrechen und Aderlass, außerdem noch Massagen, Yoga- und Atemübungen, Farb- und Musiktherapie und der Einsatz vieler ayurvedischer Arzneimittel.

### Ganzheit
Das Leben ist gemäß der Ayurveda-Auslegung eine Einheit von Körper, Sinnen, Verstand und Seele. Der Mensch setzt sich aus den drei Doshas, den sieben Basisstoffen (Rasa, Rakta, Mansa, Meda, Asthi, Majja und Shukra) und den Abfallstoffen des Körpers (Fäkalien, Urin, Schweiß) zusammen. Das Wachsen und der Verfall des Menschen und seiner Bestandteile hängen mit der Nahrung zusammen aus der Basisstoffe, Dhatus, und Abfallprodukte, Mala, entstehen. Nahrungsaufnahme, Verarbeitung, Absorption, Assimilation und Stoffwechsel haben Auswirkungen auf Gesundheit und Krankheit, die maßgeblich von physiologischen und psychischen Mechanismen und vom Element Feuer (Agni) beeinflusst werden.

### Krankheitslehre
Im Ayurveda ist alles im Universum aus den sogenannten neun Substanzen (Dravyas) zusammengesetzt: den fünf Elementen („Pancamahabhutas“), plus dem Geist „Manas“, der Seele „Atman“, dem Raum „Dik“ und der Zeit „Kala“. Die fünf Elemente – Wasser, Erde, Feuer, Luft und Äther – sind in jedem Stoff in unterschiedlicher Proportion vertreten, sodass sich jeder Stoff durch seine Anteile dieser Elemente kategorisieren lässt. Demzufolge sind auch alle Lebewesen aus diesen Elementen zusammengesetzt.
Gesundheit und Krankheit hängen vom Vorhandensein eines ausgeglichenen Gleichgewichts des Ganzen und seiner Bestandteile ab. Innere und äußere Einflüsse können für das fehlende Gleichgewicht verantwortlich sein. Der Gleichgewichtsverlust kann durch Diäten, unerwünschte Angewohnheiten, Nichtbeachtung der Regeln für gesundes Leben und aus vielen anderen Gründen entstehen.
Das Ziel der ayurvedischen Heilkunst ist die Vermeidung von ernsthaften Erkrankungen, indem man versucht, den Auslöser der Erkrankung zu verstehen, erste, unspezifische Anzeichen zu erkennen und den Boden für einen Ausbruch zu entziehen. Dies geschieht vor allem durch die Bemühung um die für den jeweiligen Patienten „richtige“ Ernährung und Lebensweise, sowie das Ziel, ungesunde Gewohnheiten aufzugeben. Dazu gibt es eine Reihe von Behandlungen, die vor allem dem Körper dabei helfen sollen, das richtige Verhältnis der drei Doshas zu erhalten oder wiederzuerlangen. Bekannt sind etwa die diversen Öl- und Pulvermassagen und das Panchakarma, ein aus fünf Teilen bestehendes Reinigungsprogramm (Panch heißt auf Hindi „fünf“, Karma bedeutet „Handlung, Behandlung“).

### Diagnose und Behandlung
Die Diagnose wird am Patienten als Ganzem durchgeführt. Dazu gehören z. B. eine generelle körperliche Untersuchung, Puls- und Urinuntersuchungen und eine Prüfung von Zunge und Augen, unabhängig davon, in welchem Körperbereich die Beschwerden vorliegen. Dies dient nicht nur der Diagnosefindung, sondern auch dazu, die individuelle Konstitution, also das Verhältnis der Doshas im Patienten zueinander zu ermitteln. Mit Hilfe dieser Information wird die für diesen Patienten angezeigte Therapie bestimmt.
Die Behandlung beinhaltet das Vermeiden ursächlicher Faktoren, die für das fehlende Gleichgewicht der Doshas verantwortlich sind. Normalerweise besteht eine Behandlung aus Medizin, manueller Therapie, spezieller Diät und vorgeschriebener Tagesroutine. Im Ayurveda ist die individuelle Diät der Hauptpfeiler der Therapie. Dafür gibt es zwei Gründe: nur qualitativ und quantitativ hochwertige Nahrung kann vom Körper zu qualitativ und quantitativ hochwertigem Gewebe verstoffwechselt werden; zweitens beeinflusst jede zugeführte Substanz durch ihre eigene Zusammensetzung der Elemente den körperlichen Organismus, es muss also beim Patienten auf die Zufuhr von Elementen im richtigen Verhältnis geachtet werden.

### Ernährungslehre

#### Allgemeine Empfehlungen
Allgemeine Empfehlungen, die für alle Menschen gelten, sind:
- nur bei Hunger essen
- erst wieder essen, nachdem die letzte Mahlzeit verdaut wurde
- die Hauptmahlzeit mittags einnehmen, wenn die Verdauung am stärksten funktioniert
- nie in unruhiger Gemütsverfassung essen, nicht im Stehen, in Eile
- sich nicht völlig satt essen: „nur zwei Hände voll“
- frische, der eigenen Konstitution, der Jahreszeit und den Örtlichkeiten angepasste Lebensmittel essen
- Wasser (abgekocht, nie kalt) und Kräutertee trinken, aber nur, wenn man durstig ist
- alle sechs ayurvedischen Geschmacksrichtungen (Rasa) in jeder Mahlzeit zu sich nehmen: diese sind süß, sauer, salzig, scharf, bitter und herb (bzw. zusammenziehend)
- keine natürlichen Bedürfnisse (also Stuhlgang, Miktion, Winde, Aufstoßen, Gähnen, Weinen etc.) unterdrücken.

#### Stoffwechsel und Gewebeaufbau (Dhatu)
Die Zusammensetzung der Nahrung in Bezug auf die Elemente hat direkten Einfluss auf den Organismus: aus ihr werden alle Gewebe des Körpers gebildet und aufrechterhalten. Man unterscheidet sieben Gewebegruppen Saptadhatu („sieben Gewebe“), die nach der Dauer ihres Erneuerungszyklus und weiteren Kriterien aufsteigend gestaffelt sind: Rasa (interstitielle Flüssigkeit, Lymphe), Rakta (der zelluläre Anteil des Blutes, Sehnen und Venen), Mamsa (Muskelgewebe, Haut), Meda (Fettgewebe im Allgemeinen), Asthi (Knochengewebe, davon der stabilisierende Anteil), Majja (Knochenmark und Nervengewebe), Shukra (Fortpflanzungsgewebe im engeren Sinn, aber auch die Fähigkeit der Zellerneuerung im ganzen Organismus).
Als „achtes Dhatu“ entsteht im Idealfall aus den Dhatus Ojas, eine immaterielle feinstoffliche Substanz, die auch bei positiven Erlebnissen entsteht, so die Lehre. Ojas stärkt demnach die Abwehrkräfte des Körpers und verbindet Körper und Geist. Voraussetzung für die Bildung von Ojas ist jedoch ein gutes „Verdauungsfeuer“, Agni genannt. Dieses wird unter anderem beeinflusst durch die Qualität der Nahrungsmittel.
Agni-Störungen äußern sich als Blähungen, Völlegefühl, Sodbrennen oder Heißhunger. Während der Verdauung werden Nährstoffe in brauchbare Substanzen und Abfallstoffe, Mala, getrennt. Eine schlechte Verdauung erzeugt nicht nur qualitativ unzureichende Gewebe, sondern außerdem Ama („unvollständig Verdautes“), der sich Ayurveda zufolge im Körper ansammelt, was alle Stoffwechselvorgänge beeinträchtigen kann, aber auch auf der seelischen Ebene kann durch „unverdaute“ Ereignisse und Probleme Ama entstehen.

#### Drei Klassen (Gunas) von Nahrungsmitteln
Nahrungsmittel werden grundsätzlich in drei Klassen (Gunas) unterteilt:
- Sattva-Guna: Milchprodukte, Getreide, Früchte und Gemüse. Sie sind süß, saftig oder ölig und können laut Ayurveda die Lebensdauer verlängern und das Lebensgefühl optimieren.
- Rajo-Guna: Bittere, saure, salzige, scharfe, heiße oder trockene Speisen, zu denen Chili, Zwiebel und Knoblauch gezählt werden. Diese erhitzen der Lehre zufolge Körper und Geist und können Aggressionen verursachen.
- Tamo-Guna: Fleisch, Fisch und Geflügel. Sie entzögen dem Körper viel Energie und können die Ursache von Schmerzen und Krankheiten sein.[8]

#### Fleisch und Alkohol
Eine ausgewogene Ernährung im Sinne von Ayurveda wird als sattvisch bezeichnet. Der Konsum von Fleisch sollte achtsam geschehen. Indiziert ist der Verzehr von Fleisch bei ausgezehrten Menschen und Menschen mit Vata-Konstitution. Die Behauptung, ayurvedische Ernährung sei vegetarisch ausgerichtet, wird in den drei großen Klassikern (Charaka, Vagbhata, Sushruta) klar widerlegt. Es gibt auch keine generelle Ablehnung von Alkohol: So gilt Wein in geringen Mengen als bestes Medikament, um Müdigkeit zu vertreiben (Caraka-Samhita).

#### Spezielle Typen
Darüber hinaus gibt es spezielle Empfehlungen für die einzelnen Dosha-Typen:
- Vata-Typen neigen Ayurveda zufolge zu Verdauungsstörungen, Obstipation und Untergewicht und sollen daher – unbedingt regelmäßig – gekochte und nährende Kost bevorzugen und warme Getränke zu sich nehmen. Auch die Mahlzeiten sollten warm sein und etwas Fett enthalten. Die empfohlenen Geschmacksrichtungen sind salzig, sauer und süß, da sie Vata entgegenwirken.
- Pitta-Typen haben laut Ayurveda ein starkes „Verdauungsfeuer“ und neigen deshalb zu Heisshunger; sie können kalte und warme Speisen zu sich nehmen, müssen aber darauf achten, nicht zu viel auf einmal zu essen und Frittiertes und Gebratenes zu meiden. Die Geschmacksrichtungen, die Pitta reduzieren, sind bitter, süß und herb.
- Kapha-Typen neigen zu langsamer Verdauung und haben einen niedrigen Umsatz, weshalb sie bei unzureichender Bewegung zu Übergewicht neigen. Warme Speisen und Getränke, wenig Fleisch, viel Gemüse mit bitterem und herbem Geschmack und Scharfes wirken diesen Tendenzen entgegen.
- In der Kindheit ist aufgrund des Wachstums Kapha als Dosha dominierend. Da das Wachstum hier aber selbstverständlich erwünscht ist, soll Kapha nicht gebremst, sondern nur im Rahmen gehalten werden: Kinder brauchen Süßes (gemeint sind Kohlenhydrate, kein Zucker!), Salziges, Saures (gekochtes oder frisches Obst, je nach Alter und Zustand des Agni). Außerdem ist es wichtig, Kinder daran heranzuführen, ihre persönlichen geschmacklichen Vorlieben, ihr Hungergefühl und besonders das eigene Befinden wahrzunehmen und einzuschätzen.

## Geschichte

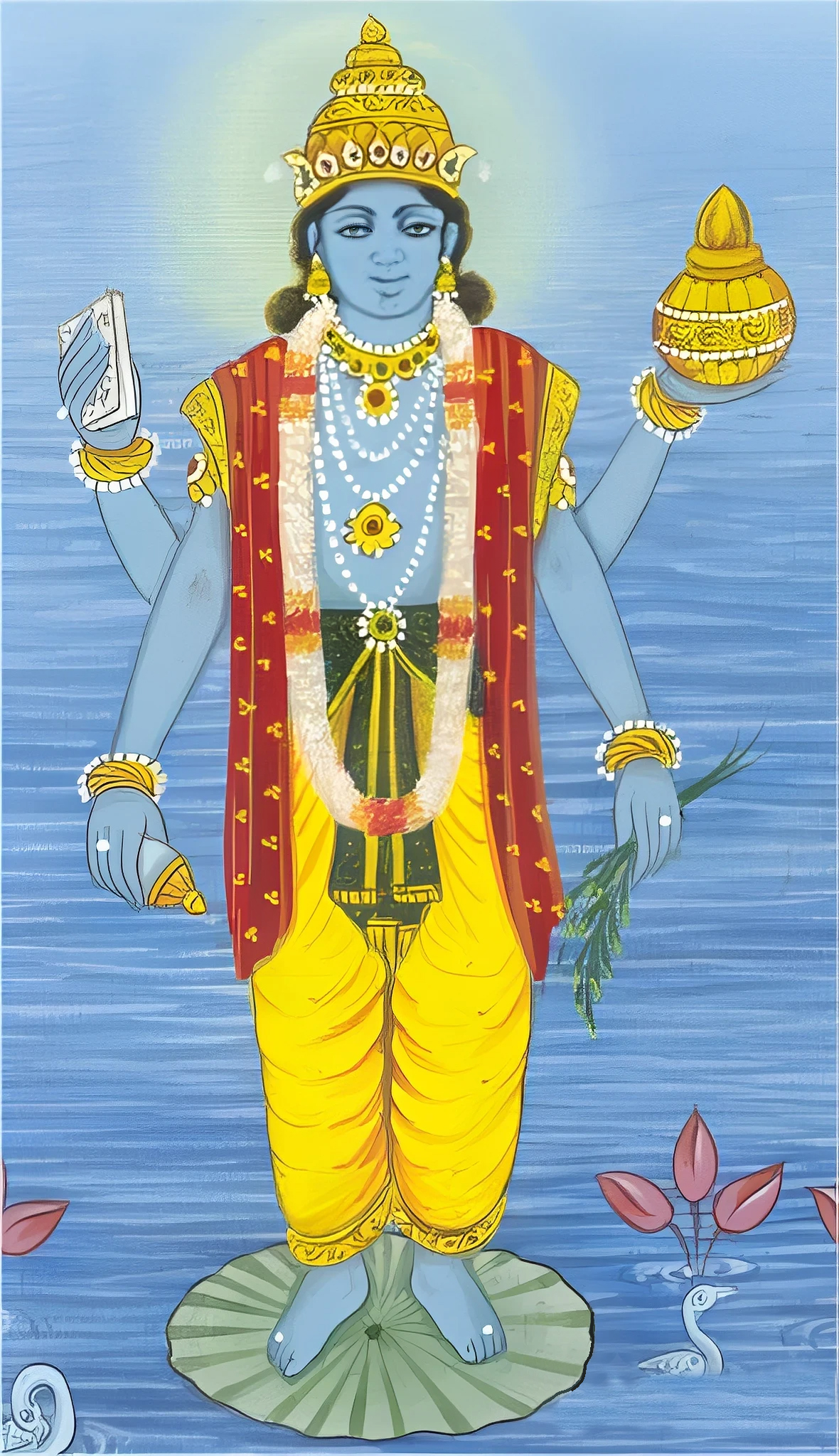
Dhanvantari taucht aus dem Milchozean auf, den Krug mit dem Nektar des Lebens in der Hand

### Vorindoarische, vedische und brahmanische Heilkunde
In der frühesten Ära der indischen Medizin wurden Krankheiten als Heimsuchungen der Götter angesehen und Krankheitsheilung oblag Zauberern. Die ersten namentlich benannten Ärzte der altindischen Medizin waren ungefähr im 6. Jahrhundert v. Chr. Atreya („Begründer der Inneren Medizin“) und Sušruta („Begründer der Chirurgie“), die der Legende nach ihre heilkundlichen Fähigkeiten über eine Mittelsperson von dem Nationalgott Indra erhalten haben sollen. Das Alter des Ayurvedas ist unbekannt. Bereits um 3000 v. Chr. existierte am Indus eine Kultur mit hochstehender Hygiene. Der Ursprung von Ayurveda findet sich in der vedischen Hochkultur Altindiens. In der von etwa 1500 bis 500 v. Chr. reichenden vedischen Kultur ist die Periode der vedischen Medizin anzusiedeln, die der von etwa 500 v. Chr. bis 1000 n. Chr. bestehenden, mit der Brahmareligion um 800 v. Chr. einen Höhepunkt erreichenden und von den Brahmanen getragenen brahmanischen Kultur mit der Periode der brahmanischen Medizin vorausging. Die ältesten bekannten Aufzeichnungen (Agnivesha Tantra oder Agnivesha Samhita) der indischen Heilkunde sind etwa 3000 Jahre alt. Zu den frühen Quellen zählt das viele medizinische Hinweise enthaltende Arthashastra (Abhandlungen über die Regierungskunst), eine spätestens um 300 n. Chr. abgeschlossene Textsammlung.

### Mythologische Ursprünge
Als Begründer des Ayurvedas wird in einigen Schriften (wie dem Srimad Bhagavata Purana) die mythische Figur Dhanvantari angesehen, der Arzt der Götter und Ursprung aller Heilkunst.
Die Samhitas (Hymnen) des Rig Veda erwähnen die Verwendung von Heilkräutern. Innerhalb der mythologischen Erzählungen von Wunderheilungen durch die Ashvins, ein Zwillingsgötterpaar, die der Legende nach Blinde sehend und Lahme gehend machten, kann eine Stelle als Hinweis auf die Verwendung von Beinprothesen ausgelegt werden. Von einigen Leuten wird Rigveda 1,34,6 desa als früher Hinweis auf das Konzept der sogenannten drei Doshas verstanden.
Der Atharvaveda enthält demgegenüber eine große Anzahl von Zauberformeln (Bhaishagykni) zur Bekämpfung von Krankheiten mit magischen Mitteln, entweder durch Beschwörung der Götter, von Amuletten oder bestimmter Heilpflanzen. Als Ursache der Krankheit werden dabei die Bestrafung durch einen Gott, der Angriff durch einen Dämon oder die Verzauberung durch einen Feind verstanden.

### Medizinische Werke
Im ältesten erhaltenen medizinischen Werk, der Charaka Samhita (siehe unten), werden Krankheiten vor allem auf die Fehler (Doshas) bzw. das Verhalten wider besseres Wissen (prajna paradha) des Menschen zurückgeführt; der Begriff Dosha erfährt später bei den Ayurveda-Anhängern allerdings eine Umdeutung.
Hinweise auf medizinisches Wissen findet man schon in der Steinzeit. 2001 machte Professor Andrea Cucina, Universität von Missouri-Columbia, die Entdeckung, dass die alten Inder von Mehrgarh (im heutigen Pakistan) schon im Zeitraum zwischen 7000 und 6000 v. Chr. zahnärztliche Kenntnisse besessen haben. Es wurden Zähne gefunden, in die kleine Löcher (mit etwa 2,5 mm Durchmesser) gebohrt waren, die vermutlich mit Pflanzenpasten oder anderen Substanzen aufgefüllt worden waren.
Bereits im 6. Jahrhundert v. Chr. beschrieben die indischen Ärzte die menschliche Anatomie (Sehnen, Nervengeflecht, Muskeln etc.) sehr genau und hatten ein gutes Verständnis der menschlichen Verdauung und des Blutkreislaufs. In Sri Lanka gab es im Jahre 427 v. Chr. die ersten Spitäler. Der buddhistische König Ashoka ließ im 3. Jahrhundert v. Chr. ins zweite Felsenedikt schreiben, dass Spitäler für Menschen und für Tiere errichtet und dass hierfür Heilpflanzen importiert und angebaut wurden. Die klassische indische Medizin weist gemäß Aschoff und Diepgen nicht nur zum Brahmanismus, sondern gelegentlich und gemäß Butzenberger und Fedorova deutliche Bezüge zum auf Buddha (geboren im 6. Jahrhundert v. Chr.) und dessen Lehre zurückgehenden Buddhismus auf.
Als wichtigste Quellen der altindischen Medizin gelten neben den mit den Namen Charaka, Vagbhata, und Sushruta verbundenen Schrifte ein Traktat Heilung der Krankheiten (4. Jahrhundert n. Chr. oder älter) und das sogenannte Bower-Manuskript (4. Jahrhundert).

### Parallelen zur europäischen Antike
Platon hatte eine ähnliche Theorie wie die ayurvedische Theorie der Tridosha. Im Timaios wird eine Krankheit erwähnt, die aus Pneuma („Luft“ oder Vata) und den beiden Körpersäften Chole („Galle“ oder Pitta) und Phlegma („Schleim“, „Feuer“ oder Kapha) entsteht. Wie der französische Indologe Jean Filliozat schrieb, ist diese Theorie möglicherweise vedischen Ursprungs, da diese Doshas und besonders die Beziehung zwischen Galle und Feuer schon in der vedischen Literatur bekannt waren. Außerdem, so sagt er, gibt es mehrere direkte Referenzen in der hippokratischen Sammlung, die darauf hindeuten, dass einige indische Arzneien und medizinische Rezepte in Griechenland (von wo Alexander der Große 327 v. Chr. nach Indien gezogen war) übernommen wurden. Es wurde zudem vermutet, dass die indische und die griechische Medizin auf gemeinsamen Wurzeln in einem alten mediterranen Kulturkreis beruhen.

### Teilweiser Verlust der Lehre
Viele Aspekte von Ayurveda sind mit dem Untergang der vedischen Kultur über die Jahrtausende hinweg nahezu verloren gegangen. Im Mittelalter brachten viele ausländische Mächte ihre eigene Medizin mit auf den indischen Subkontinent, wo der Ayurveda fast 150 Jahre verboten wurde; in Sri Lanka (damals Ceylon) wurde dieses Wissen jedoch lückenlos weiter angewendet. Auch heutzutage gibt es daher noch Unterschiede zwischen dem praktizierten Ayurveda in Indien und Sri Lanka, da fehlendes Wissen in Indien durch eigene Handlungsweisen ergänzt wurde, während in Sri Lanka das Wissen ununterbrochen weitergeführt und gelehrt wurde.
Sri Lanka ist das einzige Land der Erde, welches den Ayurveda als komplettes Gesundheitssystem staatlich anbietet. Auch in Indien leistet Ayurveda noch immer einen kleinen Teil der Versorgung, die Abwanderung an die evidenzbasierte Medizin setzte aber bereits in den 60er Jahren ein. Er existiert noch in einer Mischung aus Kräutermedizin und Aberglaube.

## Werke
Die Charaka Samhita und die Sushruta Samhita bilden zusammen mit der Vagbhata Samhita das Kernstück der traditionellen ayurvedischen Literatur und sind Standardwerke in der Ausbildung der ayurvedischen Ärzte (vaidyas). Es sind Sammelwerke (Samhita), die Materialien aus unterschiedlichen Epochen beinhalten. Diese Werke werden auch brihat trayi genannt, was die großen Drei bedeutet.
Die Werke sind benannt nach Namen von drei der berühmtesten Ärzte aus dem Industal (damals noch Indien, Bangladesch, Pakistan, Teile Afghanistans und Sri Lanka) und werden der klassischen Periode zugeordnet, die ca. von 500 v. Chr. bis 1000 n. Chr. dauerte. Der Vollständigkeit halber sei erwähnt, dass es neben den Großen Drei auch noch die Kleinen Drei gibt, welche allerdings in einer viel späteren Zeit geschrieben worden sind (12.–16. Jahrhundert n. Chr.). Dies sind: Madhava Nidan, Sharangdhara Samhita und Bhava Prakasha.
- Sushruta Samhita: Dieses Buch stammt vermutlich aus der Zeit um 350 n. Chr. und geht auf den vor allem chirurgisch tätigen Arzt Sushruta zurück, der wahrscheinlich im frühen 6. Jahrhundert v. Chr. lebte. Sushruta beschrieb viele Operationen und 121 Operationsinstrumente. Unter den Operationen, die er beschrieben hat, sind Star, Bruch, Steinschnitt, Kaiserschnitt usw. Instrumente, die er beschrieb, sind u. a. Sonden, Zangen, Lanzetten und Katheter. Er übertrug auch Haut von anderen Körperstellen auf ein beschädigtes Ohr und entwickelte die Nasenplastik. Sushruta Samhita wurde vor dem Ende des 8. Jahrhunderts n. Chr. ins Arabische übersetzt. Ins Lateinische wurde es von Hassler und ins Deutsche von Ullers übersetzt.
- Charaka Samhita: Der Autor dieses Buches war Charaka, der nach Angaben aus einer chinesischen Übersetzung der Tripitaka wahrscheinlich im 2. Jahrhundert n. Chr. lebte. Es soll auf einem noch älteren Buch, dem Agnivesha Samhita mit 46.000 Versen, basieren, das aber nicht mehr existiert. Die Werke Charakas wurden noch vor dem 8. Jahrhundert n. Chr. ins Arabische übersetzt. Der Name Charakas tritt auch in vielen lateinischen Übersetzungen von arabischen Medizinbüchern auf (Zwischen 998 und 1030 wurde Indien durch die bereits um 700 bis dorthin vorgedrungenen Araber erobert[19]).
- Ashtanga Hridaya und Ashtanga Sangraha von Vagbhata (625 n. Chr.)

Weitere wichtige Werke sind:
- Sharangadhara Samhita von Sharangadhara: Dieses Buch soll im 15. Jahrhundert n. Chr. geschrieben worden sein. Es enthält viele pharmazeutische Rezepte und behandelt auch die Diagnose mittels Pulsmessung.
- Bhava Prakash: Dieses Buch stammt aus dem 16. Jahrhundert n. Chr. und enthält 10.268 Verse.
- Madhava Nidanam: Dieses Buch soll aus dem 7. Jahrhundert n. Chr. stammen.

## Kritik
Theorie und Praxis von Ayurveda gehören zu den Pseudowissenschaften.

### Schwermetallvergiftungen
Der Chefarzt der Nephrologie der Asklepios-Klinik Barmbek in Hamburg warnt vor der Einnahme von Ayurveda-Medikamenten. Diese könne zu schweren neurologischen Schäden und lebensgefährlichen Vergiftungen mit Schwermetallen führen. Schwermetalle, besonders Blei, verunreinigen nicht selten Medikamente traditioneller indischer Medizinrichtungen; über Vergiftungen durch ayurvedische Medikamente gibt es medizinische Berichte. Offenbar kontrollieren einige Hersteller in Indien die unter Verwendung von Pflanzenaschen gewonnenen Präparate nicht ausreichend auf Schwermetallbelastungen. In einem dargestellten Fall wurden sieben Monate lang Weihrauchpillen aus Indien gegen chronische Polyarthritis eingenommen und führten zum Bild einer schweren Blei-Intoxikation mit Verdauungsstörungen, hämolytischer Anämie und Lähmungen bei einem Bleigehalt des Blutes von 852 µg/l; der obere Grenzwert ist 100 µg/l. Stichproben des ARD-Magazins Plusminus ergaben 2006 und 2007 mehrmals giftige Konzentrationen von Arsen und Quecksilber. Im August 2015 wurde berichtet, dass eine 55-jährige Frau durch Ayurveda-Medikation auf Sri Lanka schwer durch Quecksilber und Blei vergiftet wurde. Im Februar 2018 wurde ein Fall in Oberösterreich bekannt, bei dem eine Frau sich und ihre Umwelt vergiftete, weil sie eine Paste zum Auftragen auf die Haut verwendete, die über ein Drittel reines Quecksilber enthielt.

### Mangelnde Qualitätskontrolle
Auch in Indien ist man mittlerweile insbesondere mit Blick auf den wachsenden weltweiten Markt indigener Heilmittel bestrebt, international anerkannte Qualitätsstandards einzuhalten. So gibt es in Mitteleuropa bereits indische Produkte, die diverse nationale und internationale Standards einhalten, wie Gefahrenanalyse und kritische Kontrollpunkte (HACCP), BDIH, ISO 9000/9001 und ISO/IEC 17025. Hinsichtlich der Kontrolle von Schwermetallbelastungen gilt jedoch vor allem Gute Herstellungspraxis (GMP) als maßgebend.
Amerikanische Forscher haben 193 Ayurveda-Produkte aus dem Internet untersucht. Knapp 17 % davon waren Rasa-shastra-Medikamente, in denen Pflanzen mit Metallen kombiniert werden. Bei der Untersuchung ging es darum, die Prävalenz schwermetallhaltiger Präparate (Blei, Quecksilber, Arsen) zu ermitteln, Unterschiede zwischen indischen und amerikanischen Produkten herauszufinden und Rasa-shastra- mit Nicht-Rasa-shastra-Medizin zu vergleichen. Insgesamt wurden bei 20 % aller Erzeugnisse Metalle nachgewiesen, am häufigsten fand sich Blei. Dabei gab es keine signifikante Differenz zwischen indischen und amerikanischen Anbietern.
Fast alle auffälligen Artikel wurden über US-Webseiten vertrieben und insgesamt hatten drei Viertel aller Hersteller angegeben, nach strengen Richtlinien zu produzieren. Erwartungsgemäß lag der Metall-Anteil bei Rasa-shastra-Substanzen deutlich höher (knapp 41 % vs. 17 %). Besonders auffällig war hier – vor allem in indischen Produkten – neben einem mittleren Bleigehalt von 11,5 µg/g der hohe Quecksilberanteil von durchschnittlich 20.800 µg/g. Die Blei- und Quecksilber-Werte einiger Rasa-shastra-Produkte lagen 100- bis 10.000-fach über dem Limit. Es wird behauptet, dass das Quecksilber durch einen komplizierten „Destillationsprozess“ zu einer ungiftigen, aber hochwirksamen „Silbermedizin“ (Bhasma) umgewandelt wird; dieses „Umwandlungsverfahren“ besteht aus Erhitzen des Stoffes und anschließendem Vermischen mit Öl, Buttermilch o. Ä. Auch Arsen, Blei und andere toxische Stoffe werden auf diese Weise angeblich entgiftet.
In Deutschland und Österreich sind diese schwermetallhaltigen Produkte generell nicht erhältlich.

## Ausbildung zum Therapeuten

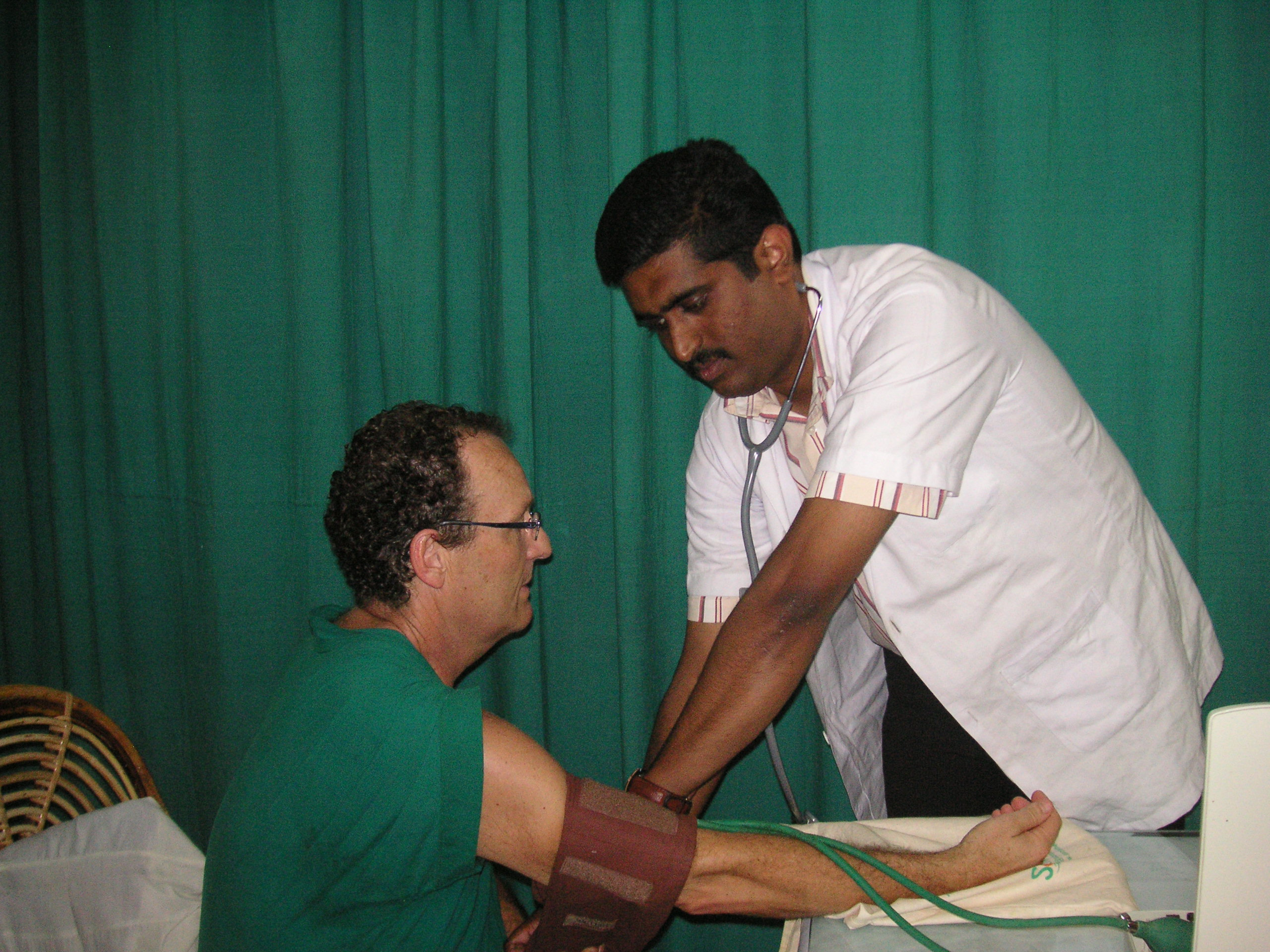
Ayurvedapraktiker mit Kurpatient

In Indien und Sri Lanka müssen Ayurveda-Ärzte, ebenso wie westlich ausgebildete Mediziner, fünfeinhalb Jahre lang studiert haben, um danach ein Staatsexamen in ayurvedischer Heilkunst abzulegen. Es ist ein eigener, vollständiger Studiengang (B.A.M.S., die Abkürzung für Bachelor of Ayurvedic Medicine and Surgery, Ayurvedacharya-Kurs) und wird an vielen indischen und mehreren sri-lankischen Universitäten gelehrt. Er beinhaltet viereinhalb Jahre Studium und ein praktisches Jahr in dem der Bildungsinstitution angegliederten Krankenhaus.
Nach diesem Bachelor-Studium besitzt man das Recht, in Indien als Doctor of Ayurveda respektive Vaidya (dt. traditioneller Ayurveda-Arzt; aber auch -Heiler oder -Gelehrter; die weibl. Form von Vaidya ist Vaidye) zu praktizieren und, zusätzlich zu ayurvedischen Präparaten, auch rezeptpflichtige Medikamente zu verschreiben. Nach dem B.A.M.S.-Studium gibt es dort die Möglichkeit, sich in einem Fach des Ayurvedas zu spezialisieren und so nach weiteren drei Jahren des Studierens (Ayurvedavachaspati-Kurs) den Titel M.D. (Doctor of Medicine) zu erwerben. Dies wiederum ist die Voraussetzung für den Ayurvidya-Varidhi-Kurs, der zwei Jahre dauert und den Ph. D. (Doctor of Philosophy) als Ziel hat. In Indien erhalten so jedes Jahr mehrere tausend Mediziner ihre Ayurveda-Anerkennung.
Die Ayurveda-Ausbildung, ihre staatliche Anerkennung, Ausbildungsstandards und Curricula werden in Indien durch das CCIM (Central Council for Indian Medicine) reguliert.
Studieninteressierte, die nicht den indischen Pass besitzen, können sich um ein Stipendium für den B.A.M.S.-Kurs in Indien beim ICCR (Indian Council for Cultural Relations) durch die indische Botschaft in Deutschland bewerben.
Auch in Deutschland gibt es inzwischen einige Ayurveda-Institute, die eine nach eigenen Angaben fundierte Ayurveda-Ausbildung nach indischen Standards anbieten.